# OZAKI・19
『OZAKI・19』（オザキ・ナインティーン）は、日本のシンガーソングライターである尾崎豊の5作目のライブ・ビデオ。監督は佐藤輝。
1997年3月31日にソニー・ミュージックレコーズよりVHSでリリースされている。2006年4月19日にはDVDで再リリースされている。

## 解説
尾崎豊の東京での初のホールコンサートである1985年1月12日の日本青年館でのライブを収録している。

## 収録曲
全曲、作詞・作曲：尾崎豊
1. シェリー - SHELLY
2. はじまりさえ歌えない - CAN'T SING EVEN THE BEGINNING
3. BOW!
4. 僕が僕であるために - MY SONG
5. 街の風景 - SCENES OF TOWN
6. OH MY LITTLE GIRL
7. 卒業 - GRADUATION
8. Scrap Alley
9. ハイスクールROCK'N'ROLL - HIGH SCHOOL ROCK'N'ROLL
10. 十七歳の地図 - SEVENTEEN'S MAP
11. 愛の消えた街 - LOVELESS TOWN
12. 15の夜 - THE NIGHT
13. バーガー・ショップ (Freeze Moon) - BURGER SHOP (FREEZE MOON)
14. I LOVE YOU